# Trojaans paard (computers)
Een Trojaans paard is in de computerwereld een functie die verborgen zit in een programma dat door de gebruiker wordt geïnstalleerd. Deze functie kan toegang tot de geïnfecteerde computer verschaffen aan kwaadwillenden en zo schade toebrengen aan de computergegevens of de privacy van de gebruiker. In het jargon gebruikt men ook wel het Engelse Trojan horse of kortweg trojan. Het is genoemd naar het Paard van Troje waarin Griekse soldaten de stad Troje binnenkwamen om de poorten van de stad van binnenuit te openen.
Een Trojaans paard is dus geen programma dat zelfstandig beschadigingen aan de geïnfecteerde computer veroorzaakt, zoals een computervirus. Een Trojaans paard moet bovendien door de gebruiker worden gekopieerd en kopieert zichzelf niet naar andere computers, zoals een worm wel doet.
Trojaanse paarden worden vaak verstuurd als bijlage bij een e-mail, of vermomd als liefdesbrief of pornografisch materiaal, maar ze kunnen ook via chatprogramma's worden verspreid of verstopt zitten in programma's die gedownload worden van een website of een p2p-programma.

## Kenmerken
Een Trojaans paard is een (klein) programma dat, vermomd als een nuttig programma, zichzelf vaak op de harde schijf nestelt. Een hacker kan zich via een client-console toegang verschaffen tot een pc. Hij is in zo'n geval in staat om alle randapparatuur te besturen en om de gegevens op de harde schijf te bewerken, te kopiëren of zelfs te verwijderen.

### Verschil tussen een virus, een worm en een Trojaans paard
Wormen en virussen zeggen iets over de methode van verspreiding, niet over datgene wat verspreid wordt. Het verschil tussen een worm en een virus zit hem in het feit dat een worm zich zonder de hulp van een gebruiker kan verspreiden. Een Trojaans paard kan in sommige gevallen een virus met zich meedragen.

## Mogelijke schade
Met een Trojaans paard wordt de pc opengezet voor andere gebruikers. Dit geeft hun de mogelijkheid om:
- Wachtwoorden en gebruiksnamen op het systeem te achterhalen.
- De harde schijf te gebruiken om bestanden te delen, wijzigen of verwijderen.
- De pc gebruiken in een DDoS-aanval (Distributed Denial of Service).
- De processor gebruiken voor intensieve rekentaken.
- De muisaanwijzer te laten verdwijnen, het scherm te spiegelen of om te keren.
- De computer te laten crashen.
- Spammails te versturen vanaf de pc. Men noemt zo'n pc dan een spambot of zombie.
- Woorden in bijvoorbeeld zoekbalken neerzetten.
- Creditkaartnummers en bankgegevens te verzamelen.
- De hele computer overnemen en de toetsaanslagen registreren.
- De computer lid maken van een zogenaamd botnet.
- Reclame op verschillende websites laten zien.
- Een blue screen of death (BSoD) laten zien.
- Naar websites gaan die men niet bedoeld heeft.

## Preventie
- Opletten met uitvoerbare bestanden (.exe) of scripts (.vbs) die als bijlage via e-mail ontvangen worden.
- Geen verdachte applicaties van het internet downloaden/installeren.
- Alle binnenkomende post en gedownloade documenten scannen met een recente versie van antimalwaresoftware.

Zelfs als al deze voorzorgsmaatregelen genomen worden, is het niet uitgesloten dat het systeem gekraakt wordt. Elke barrière die opgeworpen wordt, verkleint de kans op inbraak.

### Personal firewall
Een personal firewall houdt in de gaten welke applicaties met het internet mogen communiceren. Mocht het zo zijn dat er op de een of andere manier een Trojaan op het systeem terecht is gekomen, dan zal hij zichzelf kenbaar moeten maken. Een personal firewall zal herkennen dat de Trojaan met het internet wil communiceren en zal de gebruiker vragen of hij de applicatie toestemming wil geven. Het is meestal aan de gebruiker om te herkennen dat het om een Trojaans paard gaat. Het herkennen van een Trojaans paard is niet eenvoudig, omdat de Trojanen zichzelf proberen te vermommen met een onopvallende naam zoals 'server.exe' of zichzelf in te bedden in een bestaande applicatie.

## Detectie en verwijdering
Er zijn drie manieren om een Trojaan te detecteren en vervolgens te verwijderen:
- Door een anti-trojan-scanner (zoals TDS-3 of BOClean) op het systeem los te laten. Sommige virusscanners kunnen gebruikt worden om Trojans mee op te sporen.
- Handmatige detectie en verwijdering.
  - Kijken in het register welke programma's er opgestart worden.
  - Kijken in Autoexec.bat of er programma's opgestart worden.
  - Zoeken in het bestand win.ini naar "run="-codes die programma's opstarten.
  - Zoeken in het bestand system.ini naar codes die programma's opstarten.

Als op een van bovenstaande locaties een verwijzing gevonden wordt naar een programma in Joakim von Brauns Trojan Database dan moet er actie worden ondernomen en de desbetreffende verwijzingen en programma's van het systeem verwijderd worden. Het is overigens vaak niet mogelijk om de Trojaanse paarden terug te vinden in 'taakbeheer' (bij Windows NT/2000), omdat de Trojaan zich verborgen houdt. Op Windows 98, Me, XP en Vista kan ook gebruikgemaakt worden van start ⇒ uitvoeren ⇒ msconfig.
- Door na te gaan welke poorten open staan en door welke programma's deze gebruikt worden. Om te begrijpen wat een poort is, moet eerst het internetprotocol (IP) begrepen worden. Alle informatie die op het internet verzonden wordt, wordt eerst in kleine stukjes geknipt: IP-pakketjes. Om ervoor te zorgen dat de computer weet welk pakketje voor welke applicatie (bv. e-mail, FTP of HTTP) bestemd is, wordt aan elk pakketje een nummer gehangen: het poortnummer. Als op de computer deze poort openstaat, wordt het pakketje bij de juiste applicatie afgeleverd.

## Bekende poorten
Bekende poorten die door Trojaanse paarden gebruikt worden, zijn onder andere:
- Back Orifice - poort 31337
- Netmonitor - poort 7301
- Ripper - poort 2023
- Remote Shell Trojan - poort 5503

## Banking trojans
Voor cybercriminelen is er een ruim aanbod van software waarmee bankrekeningen kunnen worden geplunderd. Een voorbeeld van zo'n banking trojan is Zeus. Zeus is een Trojaans paard dat bankinformatie steelt. De diverse botnets van Zeus hebben miljoenen computers gecompromitteerd in 196 landen (vooral in Egypte, VS, Mexico, Saoedi-Arabië en Turkije. In de criminele wereld wordt Zeus verkocht voor 3000 tot 4000 dollar. Bij criminelen die gespecialiseerd zijn in financiële fraude is Zeus zeer populair. Zeus steelt de informatie die in HTTP-formulieren wordt ingevoerd, accountgegevens die zijn opgeslagen in de Windows Protected Storage, en certificaten van FTP- en POP-abonnementen. Het modificeert HTML-pagina's van websites, zoekt naar bestanden en uploadt deze, wijzigt bestanden van lokale gastheren en vernietigt cruciale registratiesleutels.
Door het succes van Zeus verschenen er talrijke na-apers op de markt die probeerden Zeus te imiteren. In concurrenten zoals SpyEye is een "kill Zeus" ingebouwd waardoor botnets van Zeus kunnen worden overgenomen. Dit leidde tot een botnetoorlog. Criminele groepen vechten hun onderlinge strijd uit door het kapen van elkaars botnets.